# Bruno Nespoli
Bruno Nespoli (Sansepolcro, 5 dicembre 1937 – Olbia, 25 gennaio 1960) è stato un calciatore italiano, di ruolo portiere.

## Carriera
Esordisce con il Sansepolcro, nel campionato di IV Serie 1955-1956, e poi gioca con il Montevarchi nel campionato di Promozione Toscana 1956-1957. Tra il 1957 e il 1959 milita nell'Arezzo, in Serie C, e nel 1959 viene chiamato a svolgere il servizio militare nella Brigata Sassari, assegnato al reparto di stanza a Olbia. Segnalato ai dirigenti locali, esordisce con l'Olbia il 20 settembre 1959 contro il Tempio, giocando sotto il falso nome di Barbelli poiché sprovvisto di permesso da parte dell'autorità militare. Il debutto ufficiale avviene alla terza giornata, e disputa nel campionato di Serie D 1959-1960 15 partite.
Il 24 gennaio 1960, durante la partita Olbia-Carrarese, a seguito di uno scontro di gioco al 35' con l'attaccante ospite Schamous, Nespoli riporta una frattura della base cranica con commozione cerebrale che ne provocano la morte 12 ore dopo. Il 20 giugno successivo al calciatore è intitolato lo stadio di Olbia. All'interno dello stadio è presente una lastra in marmo in ricordo del calciatore scomparso. Il 16 settembre 2018 è stata collocata una lapide in sua memoria anche nello Stadio comunale Buitoni di Sansepolcro, sua città natale.
Il 12 aprile 2023 è stata posizionata una nuova lapide commemorativa a ricordo di Bruno Nespoli nell’accesso alla tribuna centrale dello stadio di Olbia.